# Coop Vidéo de Montréal
La Coop Vidéo de Montréal (ou La Coop) est une coopérative d’artistes fondée à Montréal en mars 1977. Ses principaux fondateurs sont Robert Morin, Jean-Pierre St-Louis, Gilbert Lachapelle, Yves Chaput et Lorraine Dufour. Cet organisme à but non lucratif a pour mandat de développer, produire et promouvoir les films de ses membres. Dès son origine, la coopérative se démarque en conjuguant fiction et documentaire,,,.

## Historique

### Fondation et mission
La Coop Vidéo de Montréal, initialement appelée la Coopérative de production vidéoscopique de Montréal, est fondée par huit membres en mars 1977 dans un contexte où la vidéo connait un essor au Québec. L’organisme est reconnu pour son « goût du risque pour les sujets abordés ainsi que pour leur traitement »,. Sa principale mission est de permettre à ses membres de créer, de soutenir leur vision et ce, peu importe le format, le genre ou le support. Ainsi, les créateurs et créatrices discutent, commentent les projets des uns et des autres ; lorsqu'ils sont prêts à être tournés, ces projets, même avec un petit budget, peuvent être réalisés grâce à l'aide des membres, ce qui permet de ne pas attendre le financement des institutions publiques.
Bien que la vidéo soit leur médium de prédilection, la Coop Vidéo de Montréal produit également des films sur support film. Requiem pour un beau sans-cœur est leur premier film tourné en 35 mm.
En février 1991, avec huit autres centres d'artistes (Agent Orange, la Bande Vidéo, le Groupe d'intervention Vidéo GIV, Vidéographe, Vidéo Femmes, Productions réalisations indépendantes de Montréal PRIM, Groupe de recherche en art audiovisuel GRAAV et Zone Productions), la Coop Vidéo fonde l'Association de la vidéo indépendante du Québec (AVIQ). Toutefois, cette association, par manque de financement, n'arrive pas à assurer son fonctionnement. À sa disparition, la plupart des membres, dont la Coop Vidéo, rejoignent le pendant canadien, l'Alliance des arts médiatiques indépendants (AAMI).
Autour des années 2010, l'arrivée d'une nouvelle directrice générale, Marie-Anne Raulet, permet d'alléger la charge de travail de Lorraine Dufour qui, depuis le début de La Coop, assume les rôles de productrice exécutive et d'administratrice. C'est le moment où La Coop repense son organisation : elle souhaite continuer à développer des projets mais aussi s'orienter vers la recherche et la création ainsi que recruter de nouveaux auteurs.

### La diffusion des oeuvres de la Coop Vidéo
Au début des années 1990, la Coop Vidéo acquiert une certaine reconnaissance du milieu des arts. En 1990, le Musée des beaux-arts du Canada présente 11 bandes vidéos réalisées par Robert Morin et Lorraine Dufour. Le 13 mai 1991, Robert Morin et Lorraine Dufour reçoivent, du Conseil des arts du Canada et de Bell Canada, le premier prix d'art vidéographique pour l’ensemble de leur œuvre vidéo et placent la Coop Vidéo de Montréal au cœur des plus grands contributeurs à la vidéo canadienne pour avoir développé des pratiques et un langage propre au médium de la vidéo. Malgré ces distinctions, les œuvres vidéographiques de la Coop Vidéo ne font pas l’unanimité des télédiffuseurs québécois qui refusent de les diffuser, par indifférence envers cette production vidéo indépendante ou parce que ces œuvres sont souvent considérées trop expérimentales. La télévision a pourtant été un média visé par la Coop Vidéo qui avait l'ambition de présenter les œuvres produites au grand public,. Les sorties en salle sont également limitées par l'équipement disponible. Les longs métrages Tristesse en modèle réduit (1987) et La Réception (1989) sont présentés dans le circuit restreint des salles parallèles qui sont en mesure de projeter de la vidéo, le 35 mm étant alors la norme dans l'industrie du cinéma.

## Structure institutionnelle

### Financement
À ses débuts, la Coop Vidéo de Montréal s'auto-finance en louant son équipement et en offrant ses services : « De 1983 à 1986, la coopérative réalise des contrats de tournage pour la Direction générale des moyens d’enseignement. »,. La semaine, les membres de la Coop tournent des vidéos éducatives accompagnant la réforme du système de l'éducation et, la fin de semaine, les vidéastes se consacrent à leur propre création artistique.
La vie de la Coop Vidéo a été précaire jusqu'en 1986, soit à la production du premier long métrage de fiction Tristesse modèle réduit. Petit à petit, la production de longs métrages (sur support film) et leur financement permet aux cinéastes d'être payés, sans qu'ils aient à renier leur liberté de création et leur indépendance. Les films et leurs cinéastes commencent à se démarquer. Ainsi, Requiem pour un beau sans-coeur de Robert Morin est présenté au Festival de Cannes 1993 ; Post-Mortem de Louis Bélanger, présenté au Festival des films du monde, reçoit de nombreux prix Jutra et prix Génies.
Le mode coopératif fait en sorte que le budget de production est consacré au film et non à la structure de production. La Coop produit un ou deux longs métrages par an, financés par la Société de développement des entreprises culturelles (SODEC) ou Téléfilm Canada. D'autres projets, dont le contrôle est entièrement entre les mains de l'auteur, sont financés par le Conseil des arts du Canada ou le Conseil des arts et des lettres du Québec.

## Artistes ayant été produits par la Coop Vidéo de Montréal
- Robert Morin
- Louis Bélanger
- André-Line Beauparlant
- Catherine Martin
- Lawrence Côté-Collins
- Rafaël Ouellet
- Catherine Hébert
- Brigitte Poupart
- Karine Bélanger
- Denis Chouinard
- Richard Jutras
- Bernard Émond
- Julien Lombard
- Jean-Pierre St-Louis
- Yoakim Bélanger
- Anaïs Barbeau-Lavalette
- Olivier D. Asselin
- Nicolas Wadimoff
- Henry Bernadet
- Miryam Charles
- Alexandre Auger
- Emmanuelle Walter
- Nicolas Renaud
- Catherine Léger

## Filmographie sélective
- 1977 : Même mort il faut s'organiser de Robert Morin et Jean-Pierre St-Louis
- 1978 : Rouges et bleus de Jean-Pierre St-Louis
- 1979 : Le Temps d'une virée de Marcel Chouinard et James Gray
- 1981 : Faut pas avoir peur de la bête de Jean-Pierre St-Louis
- 1984 : Le Voleur vit en enfer de Robert Morin et Lorraine Dufour
- 1985 : Quelques instants avant le nouvel-an de Robert Morin
- 1987 : Tristesse modèle réduit
- 1989 : La Réception de Robert Morin
- 1992 : Requiem pour un beau sans-cœur de Robert Morin
- 1992 : Les Quatorze définitions de la pluie de Denis Chouinard et Louis Bélanger
- 1994 : Yes Sir! Madame… de Robert Morin
- 1997 : L’Épreuve du feu de Bernard Émond
- 1999 : Post Mortem de Louis Bélanger
- 2001 : Mariages de Catherine Martin
- 2003 : Gaz Bar Blues de Louis Bélanger
- 2006 : Dans les villes de Catherine Martin
- 2006 : Délivrez-moi de Denis Chouinard
- 2009 : L'Heure de vérité de Louis Bélanger
- 2012 : Camion de Rafaël Ouellet
- 2016 : Les Mauvaises Herbes de Louis Bélanger
- 2016 : Écartée de Lawrence Côté-Collins
- 2020 : La Déesse des mouches à feu d'Anaïs Barbeau-Lavalette

## Distinctions

### Récompenses
- Prix Bell Canada d’art vidéographique remis en 1991 par le Conseil des Arts du Canada à Lorraine Dufour et Robert Morin, pour l'ensemble de leur œuvre
- Prix Luc-Perreault-AQCC du meilleur long métrage québécois 1992 pour Requiem pour un beau sans cœur de Robert Morin[13]
- Prix Luc-Perreault-AQCC du meilleur long métrage québécois 1998 pour Quiconque meurt, meurt à douleur de Robert Morin[13]
- Prix Luc-Perreault-AQCC du meilleur long métrage québécois 2003 pour Gaz Bar Blues de Louis Bélanger [13]
- Festival Rendez-vous Québec Cinéma 2011 : Grand prix de la compétition nationale aux pour Carnets d’un grand détour de Catherine Hébert
- Prix du Conseil des arts et lettres du Québec (CALQ) – Œuvre de l’année à Montréal 2013 pour Over My Dead Body de Brigitte Poupart [14]
- Prix Albert-Tessier 2013 remis à Robert Morin[15]
- Prix AQPM Cinéma 2017 remis à La Coop Vidéo (Lorraine Dufour et Luc Vandal)[16]
- Festival de cinéma de la ville de Québec 2020 : Grand prix de la compétition - long métrage pour La déesse des mouches à feu d’Anaïs Barbeau-Lavalette[17]

### Nominations et sélections
- Festival de Cannes 1993 : Sélection à la « Semaine de la critique » de Requiem pour un beau sans-cœur de Robert Morin
- Festival Rendez-vous Québec Cinéma 2012 : Sélection de Sakitakwin dans la catégorie  « Art et expérimentation » de Kevin Papatie[18]
- Festival international de cinéma francophone en Acadie - FICFA 2015 : Mention spéciale du jury dans la section moyen ou long métrage documentaire pour le film Pinocchio d'Andrée-Line Beauparlant [19]
- Festival international canadien du documentaire Hot Docs 2015 : Sélection pour Pinocchio d'Andrée-Line Beauparlant [20]
- Berlinale 2020 : Sélection dans le programme « Generation 14plus » pour La déesse des mouches à feu d'Anaïs Barbeau-Lavalette[21]